# 横山了一
横山 了一（よこやま りょういち、1978年 - ）は、日本の漫画家、漫画原作者。北海道釧路市出身、血液型はA型。北海道釧路湖陵高等学校、北星学園大学卒業。

## 経歴
- 2002年、週刊ヤングマガジンにて『熱血番長鬼瓦椿』で連載デビュー。番長、ヤクザの組長、魔王など、個性の強いキャラによるギャグ漫画を得意とする。
- 妻は漫画家の加藤マユミ[1]。子供が二人いる（一男一女）。

## 作品リスト
- 熱血番長鬼瓦椿[2]（週刊ヤングマガジン、2002年） 全2巻
- 合コン梁山泊（週刊ヤングサンデー、2006年）
- 漢の花道（ヤングキング、2008年）
- A・NI・KI（ヤングキング、2009年）
- 極☆漫（月刊少年チャンピオン、2009年）全2巻
- 魔王ベルフェゴール[3]（月刊少年ライバル、2011年）電子書籍
- 飯田橋のふたばちゃん（原作を担当。作画：加藤マユミ、web漫画アクション堂、2012年）全2巻
- 漫画専門学校生の青春（原作を担当。作画：山田こたろ、月刊コミックゼノン：2012年12月号 - 2015年11月号）全2巻
- 【悲報】魔法少女のその後の日常。（原作を担当。作画：上月まんまる、ぽにマガ、2014年） 既刊2巻
- 息子の俺への態度が基本的にヒドイので漫画にしてみました。（トーチweb、2015年）
- 北のダンナと西のヨメ（飛鳥新社、2016年） 既刊2巻
- 戦国コミケ（ジーンピクシブ：2016年12月30日 - 2021年12月31日）全5巻
- 横山さんちの理不尽むすこ（リイド社、2017年）
- 結婚までの歩みをリレー漫画にしてみました。（原作を担当。作画：加藤マユミ、ぶんか社、2017年10月10日発売）[4]
- きょうの横山家（ジーンピクシブ：2016年10月21日 - 2018年9月7日）
- 新しいパパがどう見ても凶悪すぎる（KADOKAWA、2019年11月29日発売）[5]
- その男、ドーマン (原作:賀屋壮也、まんが未知での企画。GANMA!、2021年)

## メディア出演
- まんが未知 (2021年4月1日、8日放送)